# Nemfidi de Provença
Nemfidi fou patrici de Provença prop de l'any 700. No és clar si fou antecessor d'Antenor o va governar després i abans d'Antenor (que hauria governat dues vegades o serien dos personatges amb el mateix nom, segurament pare i fill: Antemor I i Antenor II). És esmentat al cartulari de l'abadia de Sant Víctor (Saint-Victor) que assenyala a la seva esposa Adaltruda que hauria fet donacions al monestir després confiscades per Antenor. També és conegut per les monedes amb el seu nom o monograma.